# Paraquedistas judeus do Mandato da Palestina

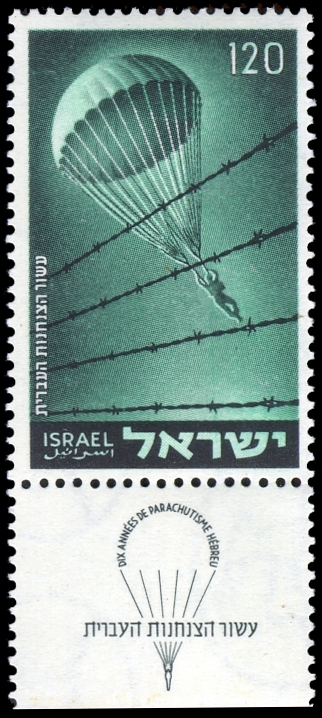
Selo postal em homenagem aos paraquedistas judeus

Os paraquedistas judeus do Mandato da Palestina foram um grupo de 250 homens e mulheres judeus do Mandato da Palestina que se ofereceram como voluntários para operações dirigidas pelas organizações britânicas MI9 e pelo Executivo de Operações Especiais (SOE), que envolviam saltos de paraquedas na Europa ocupada pelos alemães entre 1943 e 1945. A sua missão era organizar a resistência aos alemães, ajudar no resgate de pessoal aliado e cumprir as tarefas definidas pela Agência Judaica da Palestina.

## História

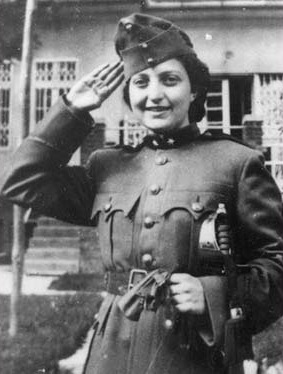
Hannah Szenes em um uniforme do exército húngaro como uma fantasia do Purim.

Dos 250 voluntários originais, 110 passaram por treinamento. Trinta e dois saltaram de pára-quedas na Europa e cinco infiltraram-se nos países-alvo por outras rotas. A maioria dos seleccionados para formação eram emigrados da Europa, com profundo conhecimento dos países para onde seriam enviados. Três dos paraquedistas infiltraram-se na Hungria, cinco participaram na Revolta Nacional Eslovaca em outubro de 1944 e seis operaram no norte de Itália. Dez paraquedistas serviram em missões de ligação britânicas com os guerrilheiros iugoslavos. Nove paraquedistas operaram na Romênia. Outros dois entraram na Bulgária e um operou na França e na Áustria.
Os alemães capturaram doze e executaram sete dos 37 pára-quedistas enviados para a Europa ocupada. Três dos executados foram capturados na Eslováquia. Dois foram capturados na Hungria e um no norte da Itália. Após sete missões, o paraquedista que entrou na França foi capturado e morto.
Hannah Szenes, uma das paraquedistas mais conhecidas do MI9, foi apreendida na Hungria ocupada pelos alemães e executada em Budapeste em 7 de novembro de 1944, aos 23 anos. Szenes era uma poetisa talentosa e suas canções ainda são cantadas em Israel.
Após a guerra, os restos mortais de três dos sete paraquedistas mortos na guerra, incluindo Szenes, foram enterrados no cemitério Nacional Militar e da Polícia no cemitério do Monte Herzl, em Jerusalém. Os memoriais dos outros quatro também estão no Cemitério do Mount Herzl.

## Enterros no Monte Herzl
Um cemitério nacional está localizado no cemitério nacional militar e policial no Monte Herzl, em Jerusalém:
- Sargento Haviva Reik, QG Auxiliar Feminino da Força Aérea e MI9. Morreu em 20 de novembro de 1944, aos 30 anos. Também conhecidas como Ada Robinson e Martha Marinovic.[3]
- Sargento Stephan Rafael Reisz, Reserva Voluntária da Força Aérea Real 159 GHQ (Oriente Médio) e SOE. Morreu em 20 de novembro de 1944, aos 30 anos. Também conhecido como S. Rice.[4]
- Aviadora de 2ª Classe Hannah Szenes, Auxiliar Feminino da Força Aérea e MI9. Morreu em 7 de novembro de 1944, aos 23 anos.[5]

## Galeria

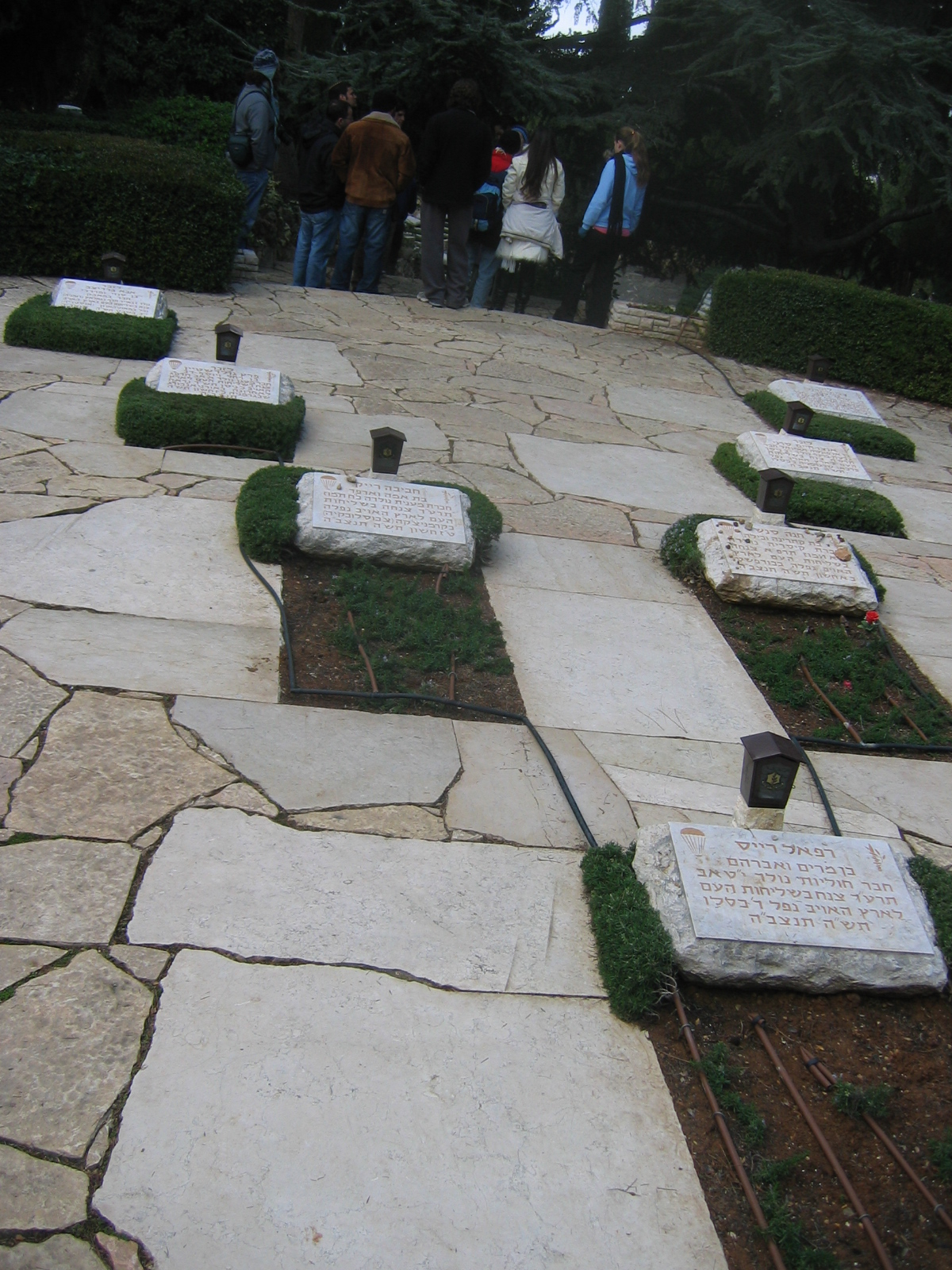
Os túmulos dos sete pára-quedistas judeus do Mandato da Palestina no Monte Herzl em Jerusalém.
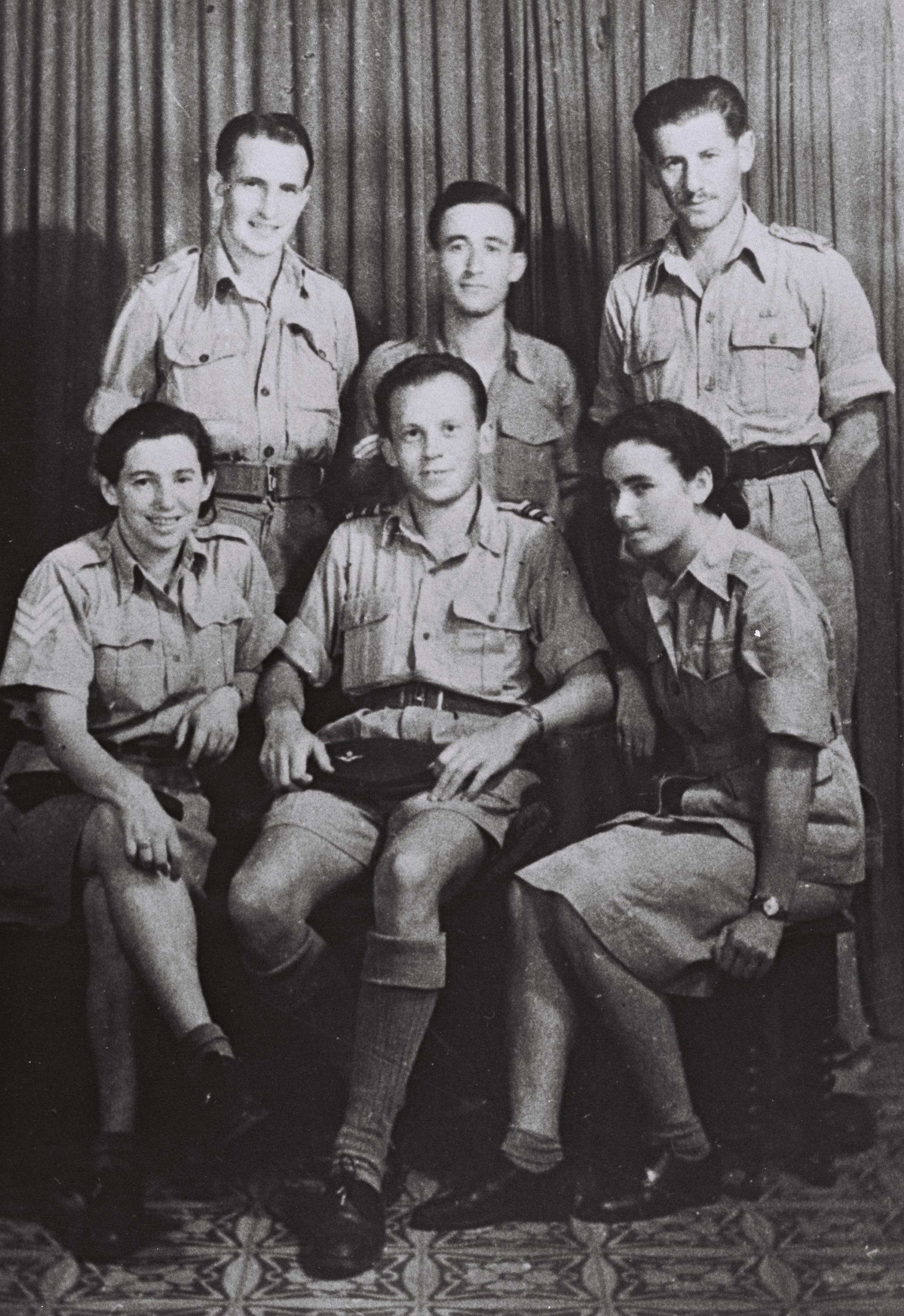
Grupo de pára-quedistas judeus. Da direita para a esquerda, linha superior: Reuven Dafni, Zadok Doron, Abba Berdichev. Linha inferior: Sara Braverman, Arieh Fichman, Haviva Reik
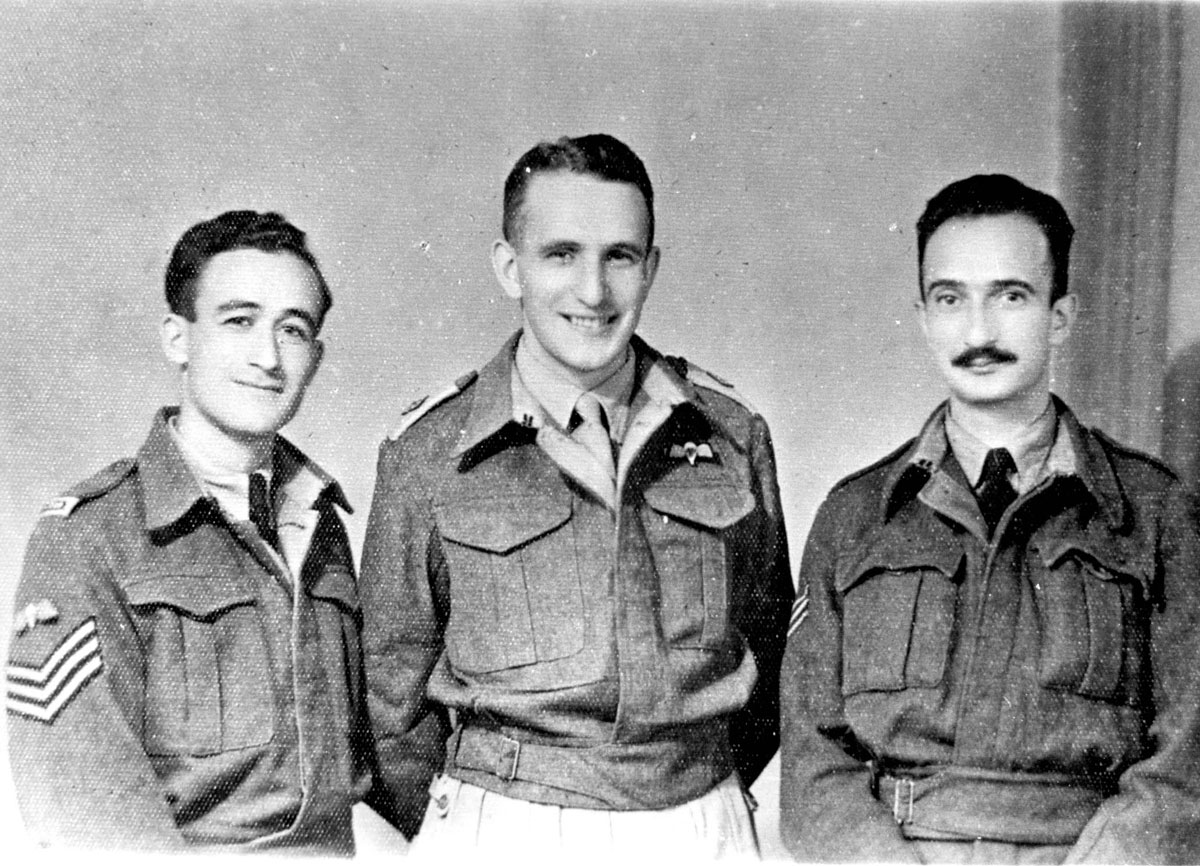
Paraquedistas judeus do Mandato da Palestina na Itália, outubro de 1944. Da esquerda para a direita: Zadok Doron, Aba Berdichev e Chaim Ya'ari.